# نوس (مجله)
نوس (تلفظ ایرلندی: [n̪ˠo:sˠ])، به معنای «عادی» یا «روند» یک مجله فرهنگ و سبک زندگی به زبان ایرلندی است.
در ۱۷ مارس ۲۰۰۸ به صورت آنلاین در سیچ‌تین نا گی‌لگ (Seachtain na Gaeilge) که یک جشنواره بین‌المللی سالانه برای ترویج زبان و فرهنگ ایرلندی است، راه اندازی شد و در نوامبر همان سال شروع به انتشار یک نسخه چاپی براق کرد. این ماهنامه تمام رنگی که به صورت داوطلبانه منتشر می‌شد، بیش از یک سال ادامه داشت تا اینکه نوس به‌عنوان یک مکمل سرگرمی همراه با هفته‌نامه ایرلندی زبان گال اسکیل چاپ شد. در ژوئیه ۲۰۱۳، نوس با طراحی جدیدی دوباره راه‌اندازی شد و به صورت ماهنامه منتشر گردید و محتوای افزوده آن بیشتر به صورت آنلاین به روز می‌شد.
این مجله به موضوعاتی مانند موسیقی، فیلم، سفر، طراحی، فعالیت و امور جاری می‌پردازد. این مجله توسط تومای او کن‌هیل، دستیار سردبیر سابق لانوا و مجری تلویزیون و رادیو با بی‌بی‌سی ایرلند شمالی راه‌اندازی شد، آنچنان که به شبکه بزرگی از مشارکت‌کنندگان در سراسر ایرلند و خارج از آن متکی است.
نوس جوایز زیادی را برای طراحی و محتوای معاصر خود دریافت کرده است، از جمله جایزه وب ایرلندی برای بهترین وب سایت ایرلندی زبان در سال ۲۰۰۹. همچنین نوس اولین و تنها نشریه ایرلندی زبان بود که نامزد دریافت جایزه در مجله ایرلندی شد.
در ژانویه ۲۰۱۵ نوس یک وب سایت جدید راه‌اندازی کرد که هر روز با محتوای جدیدی به روز می‌شود و اکنون فقط به صورت آنلاین در دسترس است.
مقالات این مجله به‌طور معمول به زبان ایرلندی نوشته می‌شوند، اگر چه تعدادی از مقالات آن به زبان‌های اسکاتلندی و مانکس نیز منتشر شده‌اند.
اول فوریه ۲۰۱۸، سردبیری مجله به متیو او کامین تغییر یافت. کونور توربوید در سال ۲۰۲۳ سردبیر شد.